# 열두 이맘파

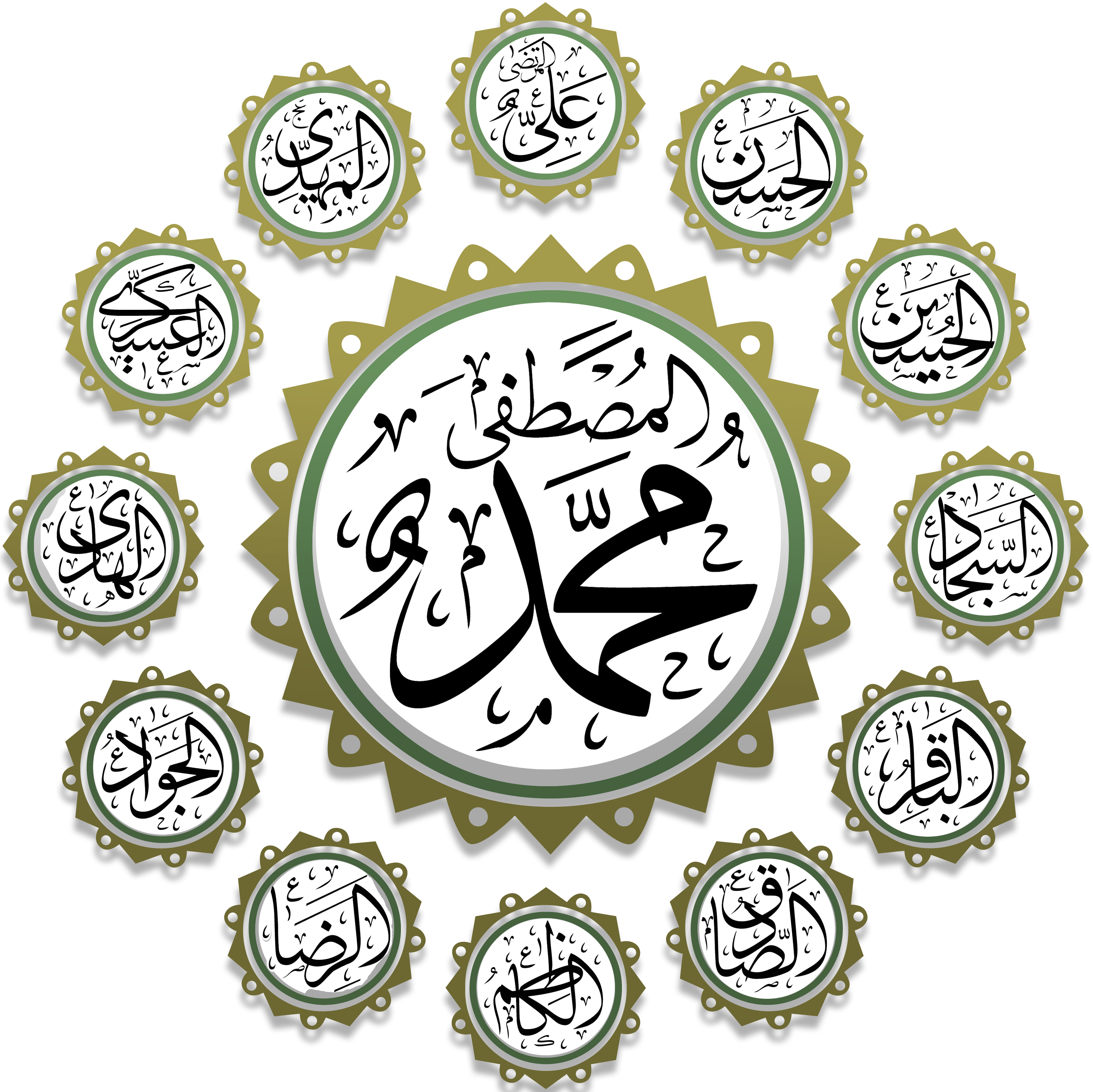

열두 이맘파(아랍어: اثنا عشرية, 페르시아어: شیعه دوازده‌امامی) 또는 이마미파는 이슬람교 시아파의 분파이다. 이란, 이라크, 아제르바이잔, 레바논 등지에 분포하고 있으며, 이란의 국교이기도 하다.

## 개요
시아파에서 가장 신자의 수가 많은 파이며, 외부의 관찰자의 관점에서는 시아파라는 경우 열두 이맘파를 가리키는 것이 거의 대부분이다. 열두 이맘은 역사상 12명의 이맘(시아파 지도자)가 나타난 데 따른 것이다. 열두 이맘파에서는 시아파 지도자인 이맘의 지위는 초대 알리(661년 사망) 이후 12대째까지 무함마드의 자손에 의해 계승되었다. 그리고 12대 이맘 때 그 이맘이 사람들 앞에서 모습을 감추었다. 12명의 이맘은 다음을 가리킨다.
1. 알리 이븐 아비 탈리브
2. 하산 이븐 알리
3. 후사인 이븐 알리
4. 알리 이븐 후사인 자인 알아비딘
5. 무하마드 알바키르
6. 자파르 알사디크
7. 무사 알카딤
8. 알리 알리다
9. 무하마드 앗타키
10. 알리 알하디
11. 하산 알아스카리
12. 무하마드 알마흐디

이것은 말 그대로의 의미가 아니라 세계 내부 혹은 존재의 보이지 않는 차원에 숨겨져 있다고 하며, 이와 같이 숨겨진 상태는 현재까지도 계속되고 있어 최후의 날에 이맘이 재림한다고 믿고 있다. 이란, 아제르바이잔에서는 열두 이맘파가 압도적 다수를 차지하고 있다.

## 같이 보기
- 이스마일파
- 시아파